# Radovan Radović
Radovan Radović (in serbo Радован Рaдовић?; Kučevo, 19 gennaio 1936 – Belgrado, 25 agosto 2022) è stato un cestista e allenatore di pallacanestro jugoslavo.

## Carriera
Con la Jugoslavia ha disputato i Giochi olimpici di Roma 1960 e due edizioni dei Campionati europei (1959, 1961).